# Georgiew
Georgiew oder Georgiev, kyrillisch Георгиев ist ein bulgarischer und russischer Familienname.

## Namensträger
- Alexander Georgiew (Damespieler) (* 1975), bulgarischer Damespieler
- Alexander Georgiew (Basketballspieler) (* 1990), bulgarischer Basketballspieler
- Alexander Georgiew (Maler) (1940–2012), deutsch-bulgarischer Maler
- Alexander Georgijewitsch Georgijew (* 1996), russischer Eishockeytorwart
- Angel Georgiew († 2012), bulgarischer Schauspieler
- Antonia-Alexa Georgiew (* 1985), deutsche Violinistin
- Atanas Georgiev (* 1977), nordmazedonischer Filmeditor und Filmproduzent
- Bisser Georgiew (Ringer) (* 1973), bulgarischer Ringer
- Bisser Georgiew (Wasserballspieler) (* 1953), bulgarischer Wasserballspieler
- Blagoj Georgiew (* 1981), bulgarischer Fußballspieler
- Boban Georgiev (* 1997), mazedonischer Fußballspieler
- Boris Georgiew (* 1982), bulgarischer Boxer
- Borislaw Georgiew (Fußballspieler, 1974) (* 1974), bulgarischer Fußballspieler
- Borislaw Georgiew (Fußballspieler, 1976) (* 1976), bulgarischer Fußballspieler
- Christo Georgiew (1824–1872), bulgarischer Kaufmann und Bankier
- Damian Georgiew (* 1950), bulgarischer Fußballspieler
- Daniel Georgiew (Fußballspieler) (* 1982), bulgarischer Fußballspieler
- Daniel Georgiew (Eishockeyspieler) (* 1999), bulgarischer Eishockeyspieler
- Dragan Georgiev (* 1990), mazedonischer Fußballspieler
- Emil Georgiew (1910–1982), bulgarischer Literaturhistoriker
- Ewlogi Georgiew (1819–1897), bulgarischer Kaufmann und Bankier
- Galin Georgiew (* 1969), bulgarischer Dreispringer
- Gawril Georgiew (1870–1917), bulgarischer Politiker
- Georg Georgiew (* 1991), bulgarischer Politiker
- Georgi Georgiew (Segler) (1930–1980), bulgarischer Segler
- Georgi Georgiew (Politiker) (* 1946), bulgarischer Politiker
- Georgi Georgiew (Ringer) (* 1951), bulgarischer Ringer
- Georgi Georgiew (Boxer), bulgarischer Boxer
- Georgi Georgiew (Leichtathlet) (* 1961), bulgarischer Diskuswerfer
- Georgi Georgiew (Pianist) (* 1963), bulgarischer Pianist
- Georgi Georgiew (Fußballspieler, 1963) (* 1963), bulgarischer Fußballspieler
- Georgi Georgiew (Hürdensprinter) (* 1968), bulgarischer Hürdensprinter
- Georgi Georgiew (Judoka) (* 1976), bulgarischer Judoka
- Georgi Georgiew (Radsportler) (* 1985), bulgarischer Radrennfahrer
- Georgi Georgiew (Skirennläufer) (* 1987), bulgarischer Skirennläufer
- Georgi Georgiew (Fußballspieler, 1988) (* 1988), bulgarischer Fußballtorwart
- Georgi Georgiew-Gez (1926–1996), bulgarischer Schauspieler
- Georgi Pawlowitsch Georgijew (* 1933), russischer Molekularbiologe
- Ilija Georgiew (Basketballspieler) (* 1925), bulgarischer Basketballspieler
- Ilija Georgiew (Ringer) (* 1963), bulgarischer Ringer
- Iwajlo Georgiew (Fußballspieler) (* 1942), bulgarischer Fußballspieler
- Iwajlo Georgiew (Eishockeyspieler) (* 1998), bulgarischer Eishockeyspieler
- Iwo Georgiew (1972–2021), bulgarischer Fußballspieler
- Janko Georgiew (* 1988), bulgarischer Fußballspieler
- Kimon Georgiew (1882–1969), bulgarischer Premierminister 1934–1935 und 1944–1946
- Kiril Georgiew (* 1965), bulgarischer Schachmeister
- Krum Georgiew (1958–2024), bulgarischer Schachspieler
- Manush Georgiew (1880–1908), bulgarischer Revolutionär
- Michail Georgiew (* 1904), bulgarischer Radrennfahrer
- Mladen Georgiew (* 1940), bulgarischer Ringer
- Nikolaj Georgiew (* 1966), bulgarischer Fotograf und Regisseur
- Pentscho Georgiew (1900–1940), bulgarischer Maler
- Petar Dimitrow Georgiew (* 1929), bulgarischer Radrennfahrer
- Prodan Georgiew (1904–?), bulgarischer Radsportler
- Raina Georgiewa (1902–1983), bulgarische Biologin
- Stefan Georgiew (Botaniker) (Stephan Georgiev) (1859–1900), bulgarischer Botaniker
- Stefan Georgiew (Gewichtheber) (* 1975), bulgarischer Gewichtheber
- Stefan Georgiew (Skirennläufer) (* 1977), bulgarischer Skirennläufer
- Stefan Georgiew (Basketballspieler) (* 1978), bulgarischer Basketballspieler
- Stefan Georgiew (Eishockeyspieler) (* 1992), bulgarischer Eishockeyspieler
- Stojan Georgiew Demirew (* 1932), bulgarischer Radrennfahrer
- Tomislaw Georgiew (* 1997), bulgarischer Eishockeyspieler
- Wladimir Georgiew (Linguist) (1908–1986), bulgarischer Linguist
- Wladimir Georgiew (Schachspieler) (* 1975), bulgarisch-mazedonischer Schachspieler
- Waleri Georgiew (* 1984), bulgarischer Fußballspieler
- Vlado Georgiev (* 1976), serbischer Popsänger